# CVO De Nobel
Het CVO De Nobel is het enige Centrum voor Volwassenenonderwijs van de provincie Vlaams-Brabant.
De school werd gesticht in 1903.
Dit centrum organiseert leergangen voor sociale promotie zowel op het niveau secundair onderwijs als op het niveau hoger beroepsonderwijs. Het secundair onderwijs vindt plaats in Leuven en Tienen. Het hoger beroepsonderwijs wordt uitsluitend in Leuven aangeboden.

## Naamgeving
Door het decreet van 2 maart 1999 werden alle avondscholen "Centra voor Volwassenenonderwijs", afgekort C.V.O. Hierachter volgt een specifieke naam. Sedert 1999 heet het volwassenenonderwijs te Tienen en Leuven "De Nobel". De naam bevat een link naar de beide vestigingsplaatsen van de school.
In Leuven lagen de lokalen van de school tot 2009 tegenover de Nobelstraat. Deze straat verwijst naar Arnold Nobel, de oudst bekende burgemeester van Leuven. In Tienen was de Nobel een herberg op de Grote Markt. Naast koning Nobel uit het dierenepos Reinaart de Vos, was nobel de naam van een gouden muntstuk, in Engeland geslagen onder Eduard III van York. Deze munt vertoonde een grote roos en was sedert 1388 ook in België in gebruik.

## Vestigingsplaatsen
Het CVO De Nobel heeft twee vestigingen.
- In Tienen worden de lessen gegeven op de Provinciale Campus "PISO/DE NOBEL" langs de Alexianenweg in het centrum van Tienen.
- In Leuven vinden de lessen plaats op de Provinciale Campus "De Wijnpers" (de Leuvense tuinbouwschool), Mechelsevest 72 te 3000 Leuven.
- De afdeling Bibliotheekwezen heeft ook regelmatig les in gespecialiseerde bibliotheken in Leuven en Brussel. Sommige cursussen in samenwerking met externe partners worden op locatie gegeven

Op 1 september 2014 fusioneerde het CVO De Nobel met het CVO Leuven-Landen. Beide CVO's hielden daarmee op te bestaan als afzonderlijke centra, en vormen nu samen het CVO VOLT met vestigingsplaatsen te Leuven, Tienen en Landen. Inrichtende macht van het nieuwe CVO is Scholengroep 11 van het GO! Onderwijs van de Vlaamse Gemeenschap.